# 장승법수 (보물 제703-1호)
장승법수(藏乘法數)는 서울특별시 용산구 한남동, 삼성미술관 리움에 있는 고려시대의 목판본 책이다. 1981년 3월 18일 대한민국의 보물 제703-1호로 지정되었다.

## 개요
법수는 일종의 사전을 가리키는 말이며, 장승법수(藏乘法數)는 불교에 관한 책 전체를 모아서 기록한 대장경에 수록된 명수(名數)를 차례로 배열하여 찾기 쉽도록 한 것이다. 
이 책은 원나라의 승려 가수(可遂)가 편집한 것을 고려 말에서 조선 초의 고승인 무학대사(無學大師)가 공양왕 1년(1389)에 다시 찍어낸 것이다. 닥종이에 찍은 목판본으로 크기는 가로 17.6cm, 세로 28cm이다. 
장승법수는 몇 종류의 책이 전해지고 있으나 책 끝에 무학대사가 간행했다는 기록이 남아있는 보기 드문 예이다. 글자가 많이 닳고 없어진 것으로 보아 판을 새기고 훨씬 뒤에 간행한 것으로 추정된다. 

## 참고 자료
- 장승법수 - 국가유산청 국가유산포털